# Jazy (województwo podlaskie)
Jazy – osada w Polsce położona w województwie podlaskim, w powiecie augustowskim, w gminie Płaska nad jeziorem Mikaszewo na obszarze Puszczy Augustowskiej. 
Wieś jest częścią składową sołectwa Mikaszówka.
W latach 1975–1998 miejscowość należała administracyjnie do województwa suwalskiego.